# Wild in the Country
Wild in the Country (bra: Coração Rebelde; prt: Paixões Violentas) é um filme estadunidense de 1961 do gênero "Drama", dirigido por Philip Dunne. Foi o sétimo filme de Elvis Presley que faz o papel de Glenn Tyler, um jovem que está sempre em confusões com a família.

## Sinopse
Glenn Tyler quer ser um escritor de sucesso, porém, os conflitos de sua vida pessoal parecem demais para ele, até que se envolve romanticamente com três mulheres: uma jovem de família tradicional mas cujos pais não aprovam o namoro com Glenn, uma psicóloga bem-sucedida que tenta ajudar o rapaz a entrar para a faculdade e a prima mãe solteira, cujo pai quer forçar o casamento dos dois para encobrir a situação da filha.

## Elenco
- Elvis Presley...Glenn Tyler
- Tuesday Weld:...Noreen Martin
- Hope Lange...Irene Sperry
- Millie Perkins...Betty Lee Parsons

## Trilha sonora
- Wild In The Country
- I Slipped, I Stumbled, I Fell
- In My Way
- Husky Dusky Day

Não usadas no filme
- Lonely Man
- Forget Me Never

### Músicos
- Elvis Presley: Vocal
- Scotty Moore: Guitarra
- Tiny Timbrell: Guitarra
- Myer Rubin: Baixo
- Bernie Mattinson: Bateria
- Dudley Brooks: Piano
- The Jordanaires: Vocais

## Avaliações
- 5/5 ou 10/10